# رضی‌الدین صغانی
با ابوحامد صاغانی، اشتباه نشود.
رضی‌الدین صَغانّی (۱۱۸۱- ۱۲۵۲) محدث، لغوی، فقیه، شاعر، کاتب لاهوری بود.

## زندگی
نام و نسب کامل او «رضی الدین ابوالفضائل حسن بن محمد بن حسن بن حیدر بن علی بن اسماعیل عُمَری هندی عَدَوی قُرَشی حَنَفی» ذکر شد که خاستگاه خانوادگی اش از صغانیان بود. رضی الدین خود در ۲۵ ژوئن ۱۱۸۱م/ ۱۰ صفر ۵۷۷ق در لاهور به دنیا آمد. پس از دانش اندوزی اولیه در زادگاهش، به غزنی رفت و آنجا تحصیل خود را ادامه داد. در ۶۱۰ به عدن وارد شد، در ۶۱۳ در مکه بود و آنجا مدتی مجاور شد. سپس در ۶۱۵ به بغداد رفت. سپس، سفیر خلیفه ناصر لدین الله به هند شد. سپس صغانی در ۶۳۴ به بغداد بازگشت. در مدرسهٔ رباط مرزبانیه مدرس شد. صغانی در ۲۶ سپتامبر ۱۲۵۲م/ ۱۰ شعبان ۶۵۰ق در بغداد درگذشت.